# Going All the Way
Going All the Way (conocida en España como Demasiado lejos) es una película dramática de 1997 dirigida por Mark Pellington y basada en la novela homónima de Dan Wakefield. Narra la historia de dos jóvenes que regresan a su hogar en Indiana después de pasar un tiempo en el Ejército durante la Guerra de Corea.

## Reparto
- Jeremy Davies como Williard "Sonny" Burns.
- Ben Affleck como Tom "Gunner" Casselman.
- Amy Locane como Buddy Porter.
- Rachel Weisz como Marty Pilcher.
- Rose McGowan como Gale Ann Thayer.
- Jill Clayburgh como Alma.
- Lesley Ann Warren como Nina.